# Condado de Uasin Gishu
El condado de Uasin Gishu es un condado de Kenia.
Se sitúa en el valle del Rift, al oeste del país. La capital del condado es Eldoret. La población total del condado es de 894 179 habitantes según el censo de 2009.

## Toponimia
Su nombre deriva del clan masái llamado Illwuasin-kishu. Dicho clan pastoreaba tradicionalmente aquí, hasta el acuerdo anglo-masái de 1911 que cedió la zona a los colonizadores. La forma "Uasin Gishu" se debió a las dificultades que tenían los colonos ingleses para pronunciar "Illwuasin-kishu".

## Localización
El condado tiene los siguientes límites:
| Noroeste: Condado de Kakamega | Norte: Condado de Trans-Nzoia | Noreste: Condado de Elgeyo-Marakwet |
| Oeste: Condado de Nandi       |                               | Este: Condado de Elgeyo-Marakwet    |
| Suroeste: Condado de Nandi    | Sur: Condado de Kericho       | Sureste: Condado de Baringo         |

## Demografía
En el censo de 2009, las principales localidades de este condado son:
1. Eldoret, municipio, 289 380 habitantes
2. Burnt Forest, villa, 32 649 habitantes

## Transporte

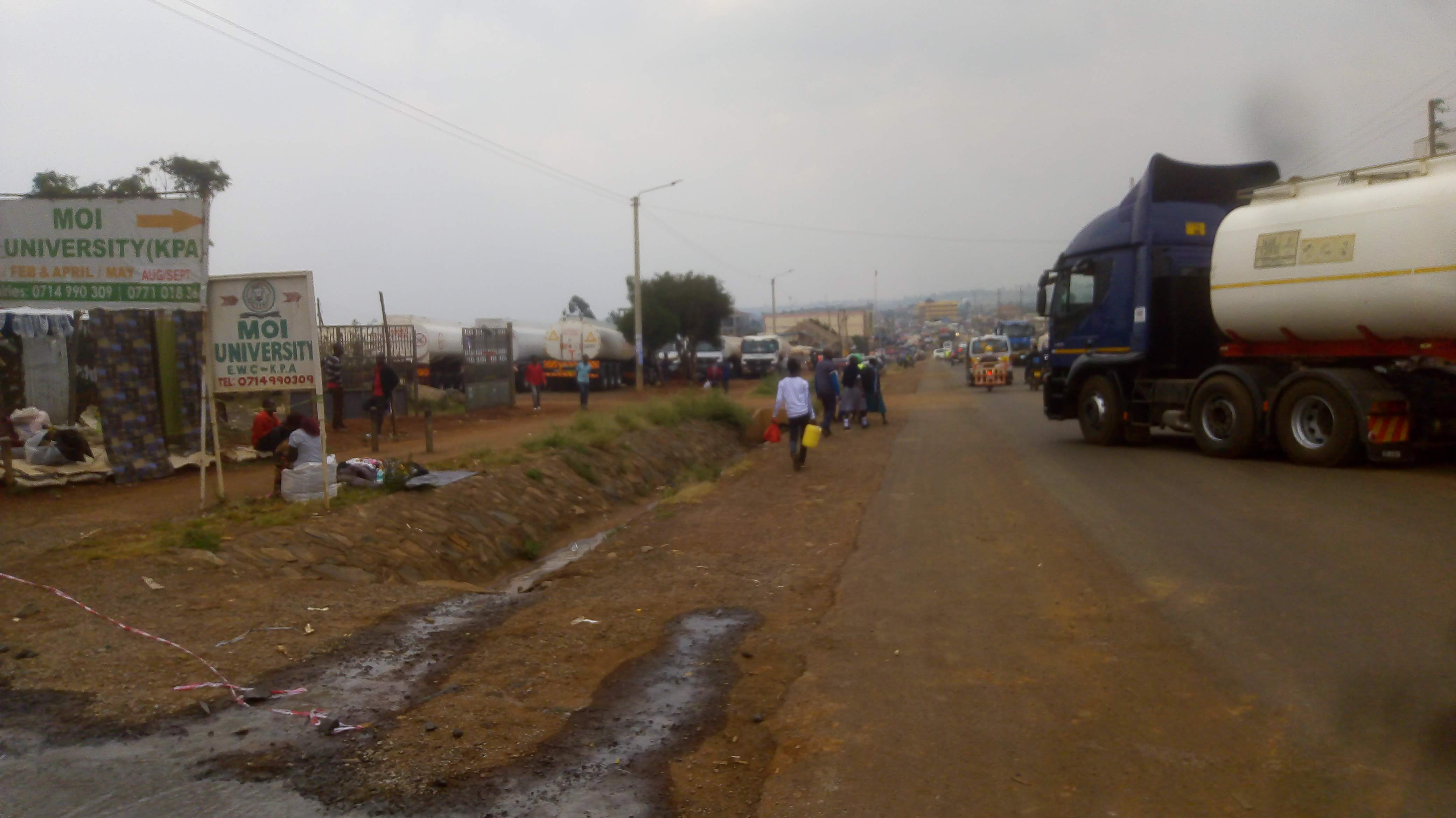
En la carretera A104

El condado está atravesado de oeste a sur por la carretera A104, que une Uganda con Tanzania pasando por Nairobi. En Uasin Gishu, la carretera pasa por Eldoret y Burnt Forest. Al oeste, la A104 lleva a Webuye y Bungoma. Al sur, lleva a Nakuru, Nairobi, Athi River y Kajiado. Unos kilómetros al norte de Eldoret sale de la A104 la carretera B2, que lleva a Kitale pasando por Moi's Bridge. Otras carreteras importantes del condado son las B53, C37, C39, C48, C50 y C51.